# Zastava Florida

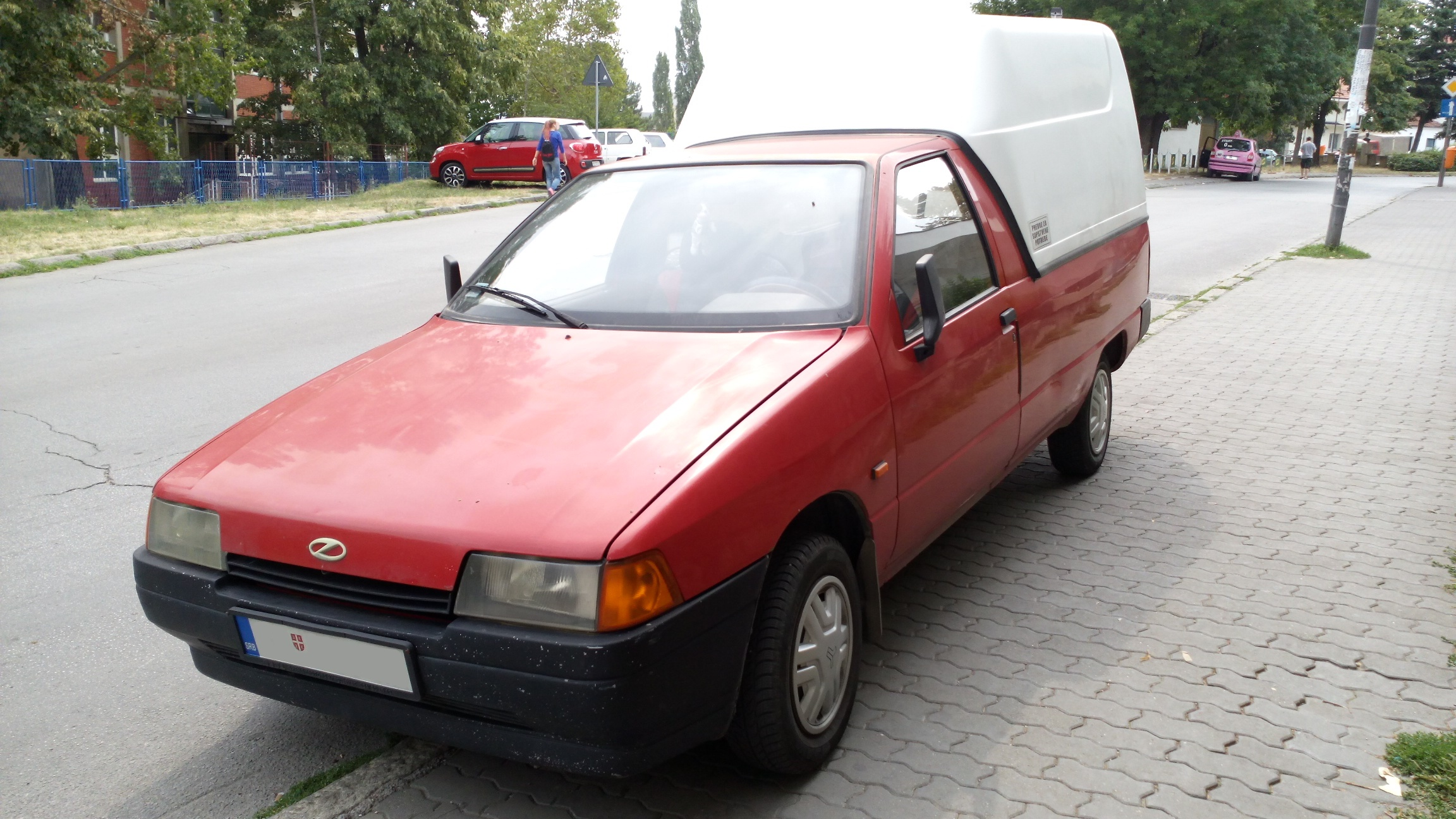
Zastava Florida Pick-up

Lanzado inicialmente como Yugo Florida en la antigua Yugoslavia, es un automóvil del fabricante serbio de automóviles Zastava, fábricado desde octubre de 1988. 
El Yugo Florida fue vendido en mercados de exportación occidentales desde 1989 a 1992. Alemania, Bélgica, Holanda, Reino Unido, Grecia, Francia o España.  En el Reino Unido de 1988 hasta 1992 fue remarcado como  Yugo Sana.
Cesó su comercialización en la mayoría de mercados en 1992 debido a que sus distribuidores dejaron de recibir automóviles como consecuencia directa del embargo comercial, impuesto a Serbia durante las guerras de separación en Yugoslavia a sus muy drásticas sanciones económicas.
En España fue comercializado desde 1989 a través de la importadora Carslavia para complementar gama por encima de los ya ofrecidos desde 1988 Yugo 45/55/65, y disponible como Yugo Florida, solamente con el motor 1.4. Estuvo disponible en listas de precios hasta que desapareció el stock de la marca en España hacia 1992/93.
En Francia fue distribuido por Chardonnet que era la importadora oficial de Zastava para Francia y en Alemania Yugo Automobile Deutschland consiguió vender uno de los mayores números de unidades al igual que la distribuidora del Reino Unido. 
También llegó al mercado chileno contabilizandose poco más de 200 unidades vendidas.  
El Yugo Florida/Zastava Florida además se ensambló posteriormente bajo sistema CKD en Egipto y Polonia.
En Egipto, en el Distrito industrial de Helwan en la ciudad de El Cairo, por el fabricante local Nasr. El Nasr Florida es en muchos aspectos exactamente el mismo Zastava Florida de segunda serie, excepto que contaba con un diseño de parrilla frontal  modificado.
En Polonia se ensamblaron unidades de primera serie en modo Kit para ensamblaje (industria)en la ciudad de Łódź a través de la empresa Damis a finales de los 90, junto a otros modelos Zastava como el Zastava Koral en muy breve espacio de tiempo y muy pocas unidades.

## Primera serie (1988-2002)
El denominado Proyecto 103 de Zastava, que venía gestandose desde 1983, fue lanzado al mercado comercialmente como Yugo Florida en 1988 para sustituir paulatinamente al Zastava Skala modelo del segmento C del mercado, que era un hatchback disponible en versión exclusiva de 5 puertas sobre el modelo derivado del Fiat 128
También fue mantenida la designación Zastava 128  de 4 puertas, así mismo el nuevo Florida conservaría diferentes componentes internos del Zastava Skala por ahorro de costes, como por ejemplo suspensiones o caja de cambios. 
El diseño  del nuevo Florida y proyección estilística fue realizada por la casa italiana Italdesign Giugiaro, y era la base de un diseño descartado (aunque fuertemente modificado), de una de las propuestas hechas por Italdesign para el diseño final del Fiat Tipo.
El Yugo Florida representaba un nuevo avance en Zastava, que se dirigía a construir productos más auténticos y propios, así como una identidad independiente. También suponía un paso adelante significativo en comparación con sus antecesores, en términos de calidad de su producción y modernidad técnica.
Inicialmente se presentó con mecánica 1.4 carburación de 71 cv procedente del Fiat Tipo. Aunque también se planteó ofrecer más adelante la mecánica 1.6 más potente del mismo Fiat Tipo. En 1990 se lanzó una versión 1.1 con mecánica Fiat de tipo Lampredi (1116 cc) exclusiva para el mercado griego por motivos fiscales.  También fueron anunciadas una motorización Diésel de 1.7 litros y una gasolina con inyección electrónica.   

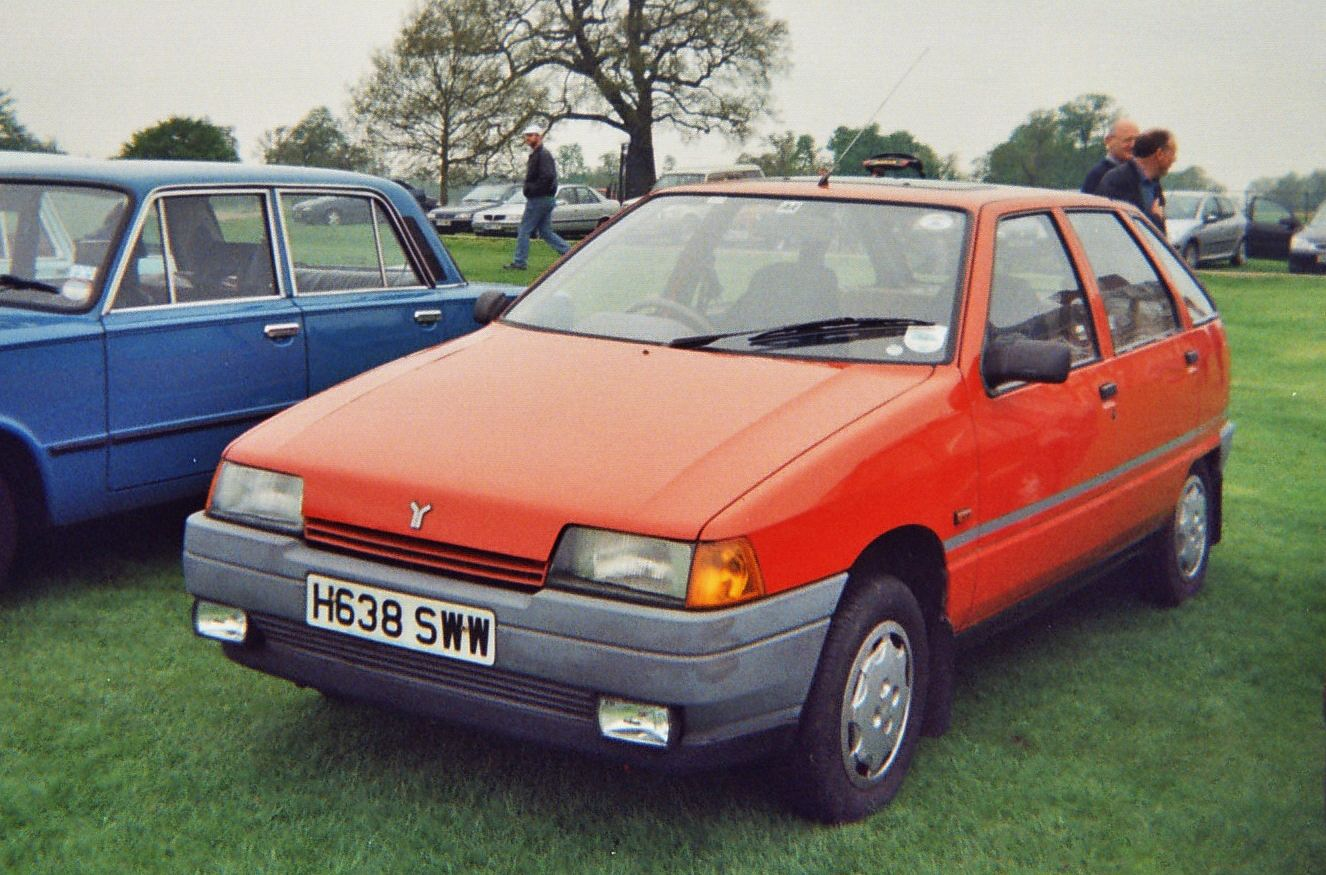
Un Zastava Florida en el Reino Unido (allí era el Yugo Sana).

A partir de 1992 y a raíz del embargo internacional a Serbia, consecuencia de la Guerra de Yugoslavia muchos de los componentes para la fabricación del Yugo Florida no pudieron servirse, ya que o estaban fabricadas por proveedores  de antiguas ex Repúblicas yugoslavas o de otros países. Este hecho no permitía a Zastava importar piezas y exportar vehículos, lo que llevó a que la producción del Yugo Florida redujese el volumen de producción prácticamente a cero hasta dejar detenida su cadena de montaje durante un tiempo indeterminado entre 1994 y 1998 aproximadamente. Con lo cual afectó al desarrollo productivo, comercial y técnico del modelo que quedó prácticamente congelado a la espera de los acontecimientos     
Como dato referénte en 1988, al iniciar su fabricación sólo se produjeron 37 Florida, en 1989, ya 4749, y en 1990, año récord de 8905 unidades. En 1991 comenzaron los primeros problemas con el suministro de componentes; ese año se produjeron 4.996 ejemplares. En 1993 se produjeron sólo 793 coches, la mayoría de ellos a partir de piezas de stock de fábrica.      
Hacia finales de los 90 el Yugo Florida vuelve a producirse con componentes 100% Serbios aunque ya sin el motor 1.4 del Fiat Tipo (1988) que se sustituyó por los clásicos 1.3 Lampredi de origen Fiat que equipaban los Zastava Skala pero con inyección electrónica gracias a un módulo de inyección de origen Bosch. Estas versiones del Florida fueron denominadas 1.3 EFI 
En esta segunda etapa el modelo recibió pequeños cambios como parachoques en color de la carrocería, nuevas tapicerías, salpicadero más sencillo (sin mandos tipo satélite) e incluso molduras envolventes para la serie especifica "Business" con motor 1.3 EFI
Durante estos años la denominación Yugo se abandona en favor de Zastava en toda la gama del fabricante, cosa que también afectó al Florida, pasando a denominarse Zastava Florida.
En 1998 aparece el Zastava Florida Poly, una versión pick-up y furgoneta con techo rígido del Florida (al estilo Škoda Felicia Pick Up) que empezó a fabricarse en la fábrica de vehículos especiales de Zastava en Sombor. Empresa, que formaba parte del Grupo Zastava, estaba especializada en la fabricación de versiones industriales o de servicio de modelos Zastava. 

## Segunda Serie - Florida In (2002-2008)
A inicios de la nueva década, ante el envejecimiento del Florida y la imposibilidad para realizar un modelo totalmente nuevo, Zastava contrata los servicios de la compañía francesa Heuliez para darle un nuevo aire estético y afrontar unos años más el mercado, principalmente el serbio y algunos de exportación, como Montenegro , Macedonia  , Siria o Egipto, donde en este último sería ensamblado localmente.   
La Segunda serie presentada en 2002 como Zastava Florida In, ya que convivió algún tiempo con la primera, a diferencia de esta primera serie, el Florida In, subía su nivel de equipamiento y los cambios son notábles: nuevos parachoques delanteros y traseros, nuevos interiores, salpicadero y cuadro con odometro digital, paneles de puerta rediseñados, nuevas llantas y ópticas traseras modificadas. 
En cuanto a motorizaciones, Zastava debía tratar de obtener una licencia nueva, por medio de  PSA y  finalmente para los Florida obtiene la licencia para poder equipar motores PSA de 1.1 l, con 60 CV, así como la de un motor diésel Peugeot de 70 cv y otro 1.9 l de cilindrada.También como motores 1.6i de mismo origen PSA. Aunque de otra forma siguieron ofreciendose los antiguos 1.3 Lampredi (Fiat) con inyección monopunto. 

## Final de producción (2008-2010)
A raíz de la compra de los activos de Zastava por parte de Fiat. Zastava dejaría de producir vehículos con su marca a finales de 2008, y posteriormente se constituiría Fiat Serbia, para producir en las instalaciones de Kragujevac modelos del fabricante italiano, como el Fiat 500L
La última unidad del Zastava Florida salió de la línea de la fábrica de Kragujevac el 22 de noviembre de 2008. Globalmente se estima su producción total en al menos con 30.000 ejemplares.
Aun así la producción de la versión Pick up Zastava Florida Poly continuó su fabricación en la localidad de Sombor, ya que la fábrica Zastava de vehículos especiales ( Zastava Specijalni Automobili ) no fue vendida junto al paquete de activos a Fiat. Aprovechando la existencia de componentes de stock hasta 2010 el Florida Poly continuó su fabricación en un bajo volumen de producción para el mercado local. 

## Fichas técnicas
Datos tomados:

### Datos Generales
|                                              | 1,1           | 1,3            | 1,4            | 1,6            |
| -------------------------------------------- | ------------- | -------------- | -------------- | -------------- |
| Cilindrada del motor                         | 1,116 cm³     | 1,299 cm³      | 1,372 cm³      | 1,580 cm³      |
| Diámetro x carrera (mm)                      | 80 x 55,5     | 86 x 55,5      | 80,5 x 67,4    | 86,4 x 67,4    |
| Relación de compresión (sobre la base de 1=) | 9,2           | 9,2            | 9,2            | 9,2            |
| Potencia motora (kW / KS)                    | 50 kW / 68 KS | 52 kW / 70 KS  | 60 kW / 74 KS  | 63 kW / 83 KS  |
| Torque Max. (en Nm x rev/min).               | 79 Nm / 5.500 | 100 Nm / 5.500 | 106 Nm / 6.000 | 110 Nm / 5.500 |
| Peso (por modelo)                            | 910 kg        | 950 kg         | 910 kg         | 950 kg         |
| Velocidad máxima                             | 150 km/h      | 155 km/h       | 155 km/h       | 170 km/h       |
| Aceleración (de 0 a 100 km/h)                | 17 segundos   | 15 segundos    | 15 segundos    | 12 segundos    |

### Datos de los modelos
|                                         | Características del Zastava Florida 1.3i                                                                                                |
| --------------------------------------- | --- |
| Carrocerías                             | Carrocerías en las versiones 5 puertas                                                                                                  |
| Motor                                   | 4 cilindros, refrigerado por agua |
| Combustible                             | Gasolina sin plomo (Super) |
| Llanta y neumático                      | 165/70 Rx13 |
| Longitud                                | 3.932 mm |
| Ancho                                   | 1.658 mm |
| Altura                                  | 1.410 mm |
| Batalla                                 | 2.500 mm |
| Capacidad del maletero                  | 410 l |
| Maletero sin los asientos traseros      | 1.180 l (alojado en la base del asiento trasero)                                                                                        |
| Depósito combustible                    | 48 l |
| Tracción Transmisión Caja de cambios    | De tracción delantera De embrague simple de una placa, de cárter seco, del modelo Porsche & R Borg Wargner Caja de 5 velocidades manual |
| Diámetro de giro                        | 10,5 m |
| Suspensión delantera                    | Ejes McPherson |
| Suspensión trasera                      | Ruedas semiindependientes, eje rígido de tipo "H", con torsión longitudinal y diagonal.                                                 |
| Frenos delanteros                       | Frenos de disco de 240 mm |
| Frenos traseros                         | Frenos de campana, 186 mm |
| Encendido y sistema eléctrico           | Bosch - Motronic 3,1 a 1,3 EFI |
| Sistemas de alimentación de combustible | Bomba de aspiración (versiones 1,1 y 1,4) Sistema de inyección multipunto de Bomba electrónica Bosch (versión 1,3)                      |
| Sistema de distribución                 | OHV |